# Festival Internacional de Cinema de São Francisco
Festival Internacional de Cinema de São Francisco (em inglês:  San Francisco International Film Festival, abreviado como SFIFF) é um dos mais antigos festivais de cinema na América. Organizada pela San Francisco Film Society, o evento é realizado a cada primavera por duas semanas, apresentando cerca de 200 filmes de mais de 50 países anualmente. O Festival destaca as tendências atuais da produção internacional de filmes e vídeos, com ênfase no trabalho que ainda não garantiu a distribuição dos Estados Unidos. Desde a sua criação, o festival cresceu para atender a mais de 70.000 clientes, com exibições em San Francisco e Berkeley.